# Liste der Kulturdenkmäler in Mainz-Oberstadt
In der Liste der Kulturdenkmäler in Mainz-Oberstadt sind alle Kulturdenkmäler im Ortsbezirk Oberstadt der rheinland-pfälzischen Stadt Mainz aufgeführt. Grundlage ist die Denkmalliste des Landes Rheinland-Pfalz (Stand: 5. Dezember 2023).

## Denkmalzonen
| Bezeichnung                                                      | Lage | Baujahr                   | Beschreibung | Bild                           |
| ---------------------------------------------------------------- | --- | ------------------------- | --- | ------------------------------ |
| Denkmalzone Altes Gaswerk                                        | Weisenauer Straße 15 Lage | 1853–55                   | ehemaliges Gaswerk der Stadt Mainz auf der ehemaligen Anlage der Favorite; Südostfront: zwei Wehrbauten, Ostseite: neugotische Rotsandsteinquaderbauten in Pavillonbauweise, 1853–55, Architekt Joseph Dörr | weitere Bilder Fotos hochladen |
| Denkmalzone Am Gautor                                            | Am Gautor 15, Kästrich 1–5 (ungerade Nummern) Lage | Ende des 19. Jahrhunderts | neubarocke Blockrandbebauung aus Wohn- und Geschäftshäusern an der Ecke Kästrich/Am Gautor, die westliche Flanke des geplanten neuen Stadteingangs anstelle des 1896 abgebrochenen und translozierten Gautors | weitere Bilder Fotos hochladen |
| Denkmalzone Am Römerlager                                        | Am Fort Josef 1, 2, 3, 5, Am Linsenberg 2–6 (gerade Nummern), Am Römerlager 25–43 (ungerade Nummern), 28–40 (gerade Nummern), Augustusplatz 1–5 (ungerade Nummern), Hochgesandstraße 1, Langenbeckstraße 28–38 (gerade Nummern) Lage                                                                                               | ab 1920                   | Wohngebiet auf dem Höhenplateau zwischen barockem Bastionenring und dem barocken Außenfort, entstanden ab 1920 für verschiedene Bauträger, offene Blockbebauung in neubarocker Gestaltung in der Art des Heimatstils, zweigeschossige Putzbauten mit ausgebauten Mansarddächern, Vorgärten im Blockinneren, Wirtschaftsgärten, Baumreihen zur Abgrenzung der Fahrbahn | weitere Bilder Fotos hochladen |
| Denkmalzone Am Rosengarten                                       | Am Klostergarten 1–15 (ungerade Nummern) und 2–6 (gerade Nummern); Am Rosengarten 1–31 (ungerade Nummern) und 2–14 (gerade Nummern); Am Stiftswingert 3, 5; An der Karlsschanz 5, 7 und 10–16 (gerade Nummern); Auf dem Albansberg 2–14 (gerade Nummern); Hechtsheimer Straße 62–78 (gerade Nummern) Lage                          | ab 1909                   | bevorzugte Villengegend des Mainzer Großbürgertums; qualitätsvolle Villenbauten auf großen Grundstücken, Darmstädter Jugendstil, Neubarock und Landhausstil, 1909–14; teilweise mit bauzeitlichen Einfriedungen Wohnhausbauten für französische Offiziersfamilien, 1919–21 im Auftrag des Reichsvermögensamtes von verschiedenen Mainzer Architekten erstellt, rhythmisch gruppiert, zweigeschossige Massivbauten in klassizistischen Formen, Architekturteile aus Kunststein, verschieferte Walmdächer, zugehörig die Gärten | weitere Bilder Fotos hochladen |
| Denkmalzone An der Favorite                                      | An der Favorite 2, 4, Göttelmannstraße 56 Lage | 1922                      | Gruppe von 1922 durch die Reichsvermögensverwaltung errichtete Bauten für französische Offiziersfamilien; drei zweigeschossige Zweispänner, Putzbauten mit sparsamen Sandsteingliederungen und Walmdächern an städtebaulich markanter Stelle | weitere Bilder Fotos hochladen |
| Denkmalzone Auf der Bastei                                       | Auf der Bastei 1, 2, 3 Lage | 1913                      | Ensemble aus Einzelvilla (Nr. 2, ehemalige Villa Jung) und den Zwillingsvillen Nr. 1 und 3 (ehemalige Villen Behnke) in beherrschender Lage im südlichen Teil der einstigen Bastion Alexander, 1913 errichtet | weitere Bilder Fotos hochladen |
| Denkmalzone Auf der Steig                                        | Auf der Steig 2–14 (gerade Nummern), Am Frankenhag 11/13 Lage | 1909/10                   | anspruchsvolle Wohnhaussiedlung in reichem Landhausstil, 1909/10 von der „Reichskommission für die Mainz-Kasteler Festungsgrundstücke“ von Paul Kubo entworfen; drei Doppelhäuser, ein Einzelhaus, geschlossene Einfriedung | weitere Bilder Fotos hochladen |
| Denkmalzone Backhaushohl                                         | Backhaushohl 2–8 (gerade Nummern) Lage | 19. Jahrhundert           | um den Kirchhof der Pfarrkirche St. Achatius gruppierte schlichte Häuser (Nr. 2 Krüppelwalmdachbau, 1834; Nr. 6 zwei Wohnhäuser aus der ersten Hälfte und der Mitte des 19. Jahrhunderts, 1895 und 1892 umgebaut; Nr. 8 bescheidener Putzbau, Mitte des 19. Jahrhunderts), die in Anordnung, Größe und Gestaltung ein Bild vom Zahlbach des 19. Jahrhunderts bieten | weitere Bilder Fotos hochladen |
| Denkmalzone Bastion Martin                                       | Bastion Martin Lage | 1655                      | Teil des 1655 begonnenen Bastionsgürtels, nur noch Mauerreste erhalten | weitere Bilder Fotos hochladen |
| Denkmalzone Bastion Martin – Drususstraße                        | Bastion Martin 4/6, 14–20 (gerade Nummern), Drususstraße 2/4, Martinsstraße 2 Lage | ab 1921                   | zwei Baublöcke, ab 1921 von der Reichsvermögensverwaltung für französische Offiziers- und Unteroffiziersfamilien errichtet nach Plänen von Architekten der Arbeitsgemeinschaft Bastion Martin; drei- und viergeschossige Putzbauten in klassizierenden Großformen, zum Teil Kunststeinreliefs über den Eingängen | weitere Bilder Fotos hochladen |
| Denkmalzone Bretzenheimer Straße                                 | Bretzenheimer Straße 2 und 6 Lage | 19. Jahrhundert           | kleine Gebäudegruppe am Ortsrand von Zahlbach bei der Mündung von Mühlweg und Schaftriebweg und – nicht mehr sichtbar – den Gewässern Wildgraben und Zeybach (Nr. 2 Putzbau mit Fachwerkobergeschoss, 19. Jahrhundert, Zwerchhaus jünger; Nr. 6 breitgelagerter Putzbau, 19. Jahrhundert), mit altem Wege- und Gewässerverlauf von ortsgeschichtlicher Bedeutung | weitere Bilder Fotos hochladen |
| Denkmalzone Ebersheimer Weg                                      | Ebersheimer Weg 7–25 (ungerade Nummern) und 8–30 (gerade Nummern), Kreuzschanze 2–28 (gerade Nummern), Martin-Luther-Straße 40–50 (gerade Nummern) Lage | 1928/29                   | Reihenhaussiedlung, 1928/29 von der Siedlungsgesellschaft für das Verkehrspersonal GmbH, Darmstadt (Siege), von F. W. Schieker und Kleinschmitt; in Zeilenhausschema geordnete Kleinhäuser, zweigeschossig mit ziegelgedeckten Satteldächern, an den Ecken dreigeschossige, flach gedeckte Kopfbauten; einschließlich der durch Hecken eingefassten Vorgärten und rückwärtig liegenden Hausgärten | weitere Bilder Fotos hochladen |
| Denkmalzone ehemalige Flakkaserne/Johannes Gutenberg-Universität | Saarstraße 21 Lage | 1938–40                   | ehemalige Flakkaserne, jetzt Johannes Gutenberg-Universität Mainz, Hauptgebäude (ehemaliges Kasino, später Mensa); Walmdachbau mit breiter Freitreppe und dreiteiliger Portalgruppe, gegenüber Dreiflügelanlage, langgestreckter Putzbau mit mächtigem Torbau, zwei unterschiedliche Kopfbauten, neuklassizistisch mit Heimatstilmotiven; ehemalige Mannschaftsbauten, ehemaliges Wachhaus, 1938–40 von Architekt Ueter, nach schweren Kriegsschäden 1946 als Sitz der neu gegründeten Universität wiederaufgebaut; Büste Johannes Gutenberg, um 1910; römischer Sarkophag, 3. oder 4. Jahrhundert; militärgeschichtlich relevant als nationalsozialistischer Kasernenbau im Zuge der Kriegsvorbereitung, landesgeschichtlich relevant als Gründungsbau der ersten Universität von Rheinland-Pfalz | weitere Bilder Fotos hochladen |
| Denkmalzone Fort Joseph                                          | Am Linsenberg, Ecke Langenbeckstraße Lage | 1713                      | zwischen 1713 und 1724 angelegt, an der Westseite Kriegerdenkmal 1914/1918, Otto Schneider, Mainz | weitere Bilder Fotos hochladen |
| Denkmalzone Fort Weisenau                                        | Unterer Michelsbergweg Lage | 1832                      | 1832 zum Fort ausgebaute Schanze, 1878 erweitert, 1922 geschleift, erhalten Toranlage und Teile von Futtermauern mit Erdanschüttungen und Gräben | weitere Bilder Fotos hochladen |
| Denkmalzone Görz-Stiftung                                        | Untere Zahlbacher Straße 10–28 (gerade Nummern), Am Dalheimer Kloster 1/3, Eupener Straße 1-5 und 2/4, Görzstraße 1/3 und 2/4, Lindenschmittstraße 21–33 (ungerade Nummern) Lage | 1903 bis 1937             | symmetrisch angelegte Siedlung des Bau- und Sparvereins Mainz mit elf eng stehenden drei- oder viergeschossigen Mehrfamilienhäusern in verhaltenem Heimatstil, mit begrünten Innenhöfen, zwischen 1903 und 1937, gut erhaltenes Beispiel des genossenschaftlichen Wohnungsbaus | weitere Bilder Fotos hochladen |
| Denkmalzone Grüngürtel-Promenade                                 | Am Fort Elisabeth, Am Römerlager, Auf der Steig, Drususwall, Fichteplatz, Römerwall Lage | ab 1904                   | Parkanlage auf dem Gebiet der 1904 aufgegebenen Festungswerke und Umfassung des Bastionen-Tracé zwischen Römerwall und Auf der Steig nach Plänen von Friedrich Pützer, 1930 aufs Doppelte verbreitert zwischen Römerwall und Jägerstraße und mit Freizeitanlagen ausgestattet (Planschbecken, Liegewiese, Turnplatz); innerhalb der Anlage außerdem neubarockes Pumphaus, kubischer Ziegelbau mit Haubendach; Peter-Cornelius-Denkmal, 1930 von Hugo Lederer; Denkmal der in beiden Weltkriegen Gefallenen des 2. nassauischen Infanterieregiments Nr. 88 mit Spolien des zerstörten Denkmals von 1931 | weitere Bilder Fotos hochladen |
| Denkmalzone Hauptfriedhof                                        | Saarstraße, Untere Zahlbacher Straße Lage | 1803                      | 1803 angelegt, 1831, 1847/48, 1873, 1893/94, 1918 erweitert, planmäßig in rechtwinklige Felder aufgeteiltes Areal, die durchgehenden Wege von Linden gesäumt; älteste erhaltene Grabsteine von 1805 bis 1807, Belegung der Grüfte ab 1850; große Zahl qualitätvoller Grabmäler, Grüfte und Denkmäler; Krematorium 1903, Architekt Josef Hassinger, monumentaler Kuppelbau in klassischen Architekturformen, Friedhofstor mit Sphingen; öffentliche Grabmäler: Kreuzigungsgruppe, 1815; helmbekröntes Veteranendenkmal, 1834; Preußendenkmal (1848) und Denkmal der Pulverturmexplosion (1857); Prinz-Holstein-Denkmal, 1872, Entwurf Eduard Kreyßig, Galvanoplastik von Heinrich Barth; Großes Franzosen-Denkmal (1870/71), Fiale mit Trophäen- und Kreuzaufsatz; Deutsches Kriegerdenkmal, 1873, Entwurf Eduard Kreyßig; Hessisches Kriegerdenkmal, 1882, Obelisk, Entwurf E. Marx; Pietà, 1895; ehrenhofartige Anlage, 1909, und so genanntes Kleines Franzosendenkmal; Französischer Garnisonsfriedhof, 1925, Obelisk, umgeben von schlichten Grabsteinen; Deutscher Ehrenhof mit 1928 eingeweihter Gedächtnishalle, Entwurf Adolf Gelius, Skulptur von Hugo Lederer, Berlin                                                                                                  | weitere Bilder Fotos hochladen |
| Denkmalzone Jägerstraße                                          | Jägerstraße 24/26, Neumannstraße 19–23 (ungerade Nummern) Lage | 1923–25                   | Wohnhaussiedlung für die französische Besatzung in neubarock-klassizierenden Formen, Zweispänner mit ausgebauten Mansardwalmdächern, 1923–25 von Ludwig Becker und Anton Falkowski | weitere Bilder Fotos hochladen |
| Denkmalzone Jüdischer Friedhof                                   | Untere Zahlbacher Straße 11 Lage | 1881                      | 1881 eröffnet im direkten Anschluss an den Hauptfriedhof; Trauerhalle, eingeschossiger Backsteinbau in orientalisierenden Formen, 1880/81, Architekt Eduard Kreyßig; einfache Grabsteine mit Inschrift, klassizistische Grabmäler, zum Beispiel: - Feld 1: Grabstätte Eheleute Hecht (1881/1888), Postamente mit verhüllten Urnen; Grabstätte Eheleute Oppenheim (1884), Obelisken; - Feld 2: H. Meyer, Urne unter Baldachin, Umzäunung, 1890; - Feld 3: B. Wolf, aufgesockelter, rosenumwundener Säulenstumpf, 1894; Grabstätte M. M. Mayer (1917), Ädikula; - Feld 5* Grabstätte Eheleute Mayer (1903/1916), Ädikulen; Grabstätten Oppenheim (1902/1907), Ädikulen; - Feld 7: M. Loeb (1924) und B. Simon (1926), neusachlich | weitere Bilder Fotos hochladen |
| Denkmalzone Kartaus                                              | Kartaus 1–15 (ungerade Nummern), Göttelmannstraße 46–54 (gerade Nummern) Lage | 1911/12                   | Wohnhofsiedlung, Villenkomplex im Landhausstil, 1911/12 von der „Reichskommission für die Mainz-Kasteler Festungsgrundstücke“, Architekt Paul Kubo | weitere Bilder Fotos hochladen |
| Denkmalzone Kästrich                                             | Kästrich 9–15 und 21–47 (ungerade Nummern) Lage | 1857                      | nach der Pulverturmexplosion 1857 neu entstandene Häuserzeile des älteren Kästrich, der Westseite der Straße, die den im Nordwesten gelegenen Alexanderturm als Blickpunkt miteinbezieht; traufständige, meist zweigeschossige kleine Häuser mit rückwärtigen Lichthöfen zur mittelalterlichen Stadtmauer; Nr. 41, 41a, 45, 45a: Blankziegelhäuser mit Zwerchhäusern nach Plänen des Stadtbaumeisters Joseph Laské | Fotos hochladen                |
| Denkmalzone Krankenhaus                                          | Langenbeckstraße 1 Lage | 1911–14                   | ehemaliges städtisches Allgemeines Krankenhaus, heute Universitätskliniken; im so genannten Pavillonsystem 1911–14 von Adolf Gelius erbaute achsensymmetrisch ausgerichtete Anlage aus drei, durch Korridore verbundene Gebäudereihen; Patientenhäuser, zweigeschossige Putzbauten; langgestreckte Krankenbauten mit zweieinhalbgeschossigen Mittelpavillons und Seitenrisaliten; zentrale Gartenanlage mit Brunnenschale - Gebäude 301: Hauptgebäude, Dreiflügelanlage auf H-förmigem Grundriss, Mansarddach, teilweise bauzeitliche Einfriedung - Gebäude 204: in den 1920er Jahren L-förmig erweitertes Schwesternhaus mit Mansarddach, an der Nordseite katholische St.-Rochus-Kapelle - Gebäude 302: elfachsiges Krankengebäude mit Mansarddach - Gebäude 206, 209, 403, 406: durch verglaste Wandelgänge verbundene gleichartige Krankengebäude, Mittel- und Eckrisalite - Gebäude 207: Badehaus - Gebäude 405: Operationshaus, zweigeschossiger Teil mit Walmdach, eingeschossiger Gartenteil mit Mansarddach - Gebäude 303: ehemaliges Kinderhaus mit Eingangsrisalit - Gebäude 407: eingeschossig - Gebäude 211: ehemaliges Haus für geschlechtskranke Frauen, Walmdachbau - Gebäude 305: Kesselhaus, symmetrisch zusammengestellte ein- und zweigeschossige Teilbauten | weitere Bilder Fotos hochladen |
| Denkmalzone Kupferbergterrasse                                   | Kupferbergterrasse Lage | 19. Jahrhundert           | Aussichtspromenade auf dem über dem Kästrich gelegenen Plateau, 19. Jahrhundert, von Baumreihen durchmessen; Reiterstandbild des Heiligen Martin vom Dom-Westchor, um 1767 | weitere Bilder Fotos hochladen |
| Denkmalzone Lanzelhohl                                           | Lanzelhohl 96, 98 und 100 Lage | 19. Jahrhundert           | Häusergruppe am Anfang des Weges nach Bretzenheim (Nr. 100 ehemalige Hofanlage mit zwei Putzbauten, Anfang des 19. Jahrhunderts; Nr. 98 Fachwerkhaus, 1825 aufgestockt; Nr. 96 eingeschossiger Putzbau), östliche Begrenzung der Grundstücke Nr. 96 und 98 durch starke Mauer, möglicherweise ein ehemaliger Hochwasserschutz gegen den Zeybach | weitere Bilder Fotos hochladen |
| Denkmalzone Neumannstraße                                        | Neumannstraße 3, 5, 7 Lage | 1932                      | drei dreigeschossige Flachdachbauten im Bauhausstil, 1932, Architekt Carl Hermann Schieker | weitere Bilder Fotos hochladen |
| Denkmalzone Obere Zahlbacher Straße                              | Obere Zahlbacher Straße 42, 44, 46, An der Philippsschanze 19 Lage | 1925                      | dreigeschossige Wohnbauten für Bahnbedienstete, 1925, Architekt der Reichsbahndirektion Reuschle; Planung in Zusammenhang mit Siedlung am Fichteplatz | Fotos hochladen                |
| Denkmalzone Ritterstraße                                         | Ritterstraße 2, 4, 6, 8/10, 12, 14, Neumannstraße 24, Welschplatz 3 Lage | 1922–25                   | zweigeschossige Wohnhäuser mit Walm- bzw. Krüppelwalmdächern, charakteristische Fassadengliederung aus Kunststein, 1922–25 | Fotos hochladen                |
| Denkmalzone Römersteine                                          | An den Römersteinen Lage | spätes 1. Jahrhundert     | Rest eines römischen Aquädukts, etwa 60 Gusskerne der ehemaligen Brückenpfeiler, spätes 1. Jahrhundert nach Christus; bauliche Gesamtanlage | weitere Bilder Fotos hochladen |
| Denkmalzone Siedlung am Fichteplatz                              | Fichteplatz 1–11 (ungerade Nummern), An der Philippsschanze 2–24 (gerade Nummern), Nikolaus-Becker-Straße 1–9 (ungerade Nummern) und 2–10 (gerade Nummern), Obere Zahlbacher Straße 52–70 (gerade Nummern), Pariser Straße 25–41 (ungerade Nummern), Schneckenburger Straße 1–15 (ungerade Nummern) und 2–14 (gerade Nummern) Lage | 1925–28                   | einheitliche Wohnanlage mit etwa 1000 Wohnungen, 1925–28 vom Städtischen Hochbauamt unter Fritz Luft errichtet, Gestaltung und Ausführung verschiedene Mainzer Architekten; auf trapezförmigem Terrain vier geöffnete, in einzelne Hausgruppen unterteilte und Grünflächen einschließende Blöcke, Biberschwanzwalmdächer, Erker, Balkone, Giebelgauben, Schmuckformen in Steinguss, Formen des Heimatstils und des Expressionismus; beispielhaft werden erfüllt die zeitgenössischen Forderungen nach Luft, Sonne und moderner Ausstattung; nach Größe, Konzeption und Erhaltungszustand eine der bedeutendsten Siedlungen des Landes, städtebaulich bedeutsam | weitere Bilder Fotos hochladen |
| Denkmalzone Stadtpark                                            | An der Favorite, Abtsgasse Lage | nach 1820                 | „Neue Anlage“, nach 1820 von Gartenbauer Peter Wolf, im Kern älter; Fachwerkhaus mit Klinkergefachen, 19. Jahrhundert; barocke Herkules-Statue; barocker Rhenus-Torso von Johann Wolfgang Fröhlicher; Marmorbüste Peter Wolf († 1832), Brunnenfigur des ehemaligen Tritonbrunnens, 1862 von Heinrich Barth, Mainz; moderne Plastiken; sechs kreisförmig angeordnete Pappeln, Anfang des 19. Jahrhunderts; Denkmal zur „Erinnerung an das XI. deutsche Bundesschiessen Mainz 1894“ von Konrad Sutter, Ausführung Eduard Hermann Schmahl | weitere Bilder Fotos hochladen |
| Denkmalzone Thomannstraße – Hechtsheimer Straße                  | Thomannstraße 6/8 und Hechtsheimer Straße 107/109 Lage | 1925/26                   | kleine Gruppe von Beamtenwohnhäusern, zweigeschossige Putzbauten mit Loggien und verschieferten Walmdächern, 1925/26 vom Volksstaat Hessen errichtet durch Architekt Luley, Hochbauamt Mainz | weitere Bilder Fotos hochladen |
| Denkmalzone Trajanstraße                                         | Trajanstraße 1–11 (ungerade Nummern), Augustusstraße 2 und 4, Germanikusstraße 14/16 Lage | 1924/25                   | Wohnsiedlung auf dreieckiger Grundfläche; Walmdachbauten in unterschiedlich großen Blöcken, zur Trajanstraße hin schlossartig gruppiert, Heimatstil- und expressionistische Motive, mit umfriedeten Vorgärten und begrüntem Innenhof, 1924/25 von Fritz Luft, Hochbauamt Mainz; bauliche Gesamtanlage | weitere Bilder Fotos hochladen |
| Denkmalzone Zitadelle                                            | Zitadellenweg Lage |                           | regelmäßige Rechteckanlage mit vier Eckbastionen, Graben und Contrescarpe, Kalkstein- und Sandsteinmauerwerk, ab 1655, Bastionen Germanicus und Alarm 1659 vollendet, Bastionen und Kurtinen Drusus und Tacitus 1661 vollendet; rheinseitige Toranlage der Haupttraverse, bezeichnet 1660, Architekt Antonio Petrini; dreiflügeliger Kommandantenbau, 1696 begonnen, 1833 erhöht, nach Kriegszerstörung 1950 in ursprünglicher Form als zweigeschossiger Mansarddachbau wiederhergestellt; Doppelkompaniekaserne, 1914; Citadellkaserne, 1861; Kasino- und Küchenbau (neubarock); bei Bau D Drusus-Denkmal (Eigel- oder Eichelstein), siehe dort | weitere Bilder Fotos hochladen |

## Einzeldenkmäler
| Bezeichnung                                                        | Lage | Baujahr                           | Beschreibung | Bild                           |
| ------------------------------------------------------------------ | --- | --------------------------------- | --- | ------------------------------ |
| Kasernenzaun                                                       | Am Fort Elisabeth, bei Nr. 1–3a, bei Freiligrathstraße 12, An der Goldgrube, bei Jägerstraße 31–37 Lage | um 1910                           | Reste der Einfriedung der ehemaligen Kaserne des Fuß-Artillerie-Regiments Nr. 3, um 1910; bauliche Gesamtanlage | Fotos hochladen                |
| Wohnhaus                                                           | Am Gautor 15 Lage                                                                                       | 1914                              | viergeschossiges neubarock-neuklassizistisches Eckwohnhaus, 1914, Architekt Peter Crochet | Fotos hochladen                |
| Wohnhaus                                                           | Am Klostergarten 1, Am Stiftswingert 5 Lage                                                             | 1920                              | Doppelhaus; zehnachsiger neuklassizistischer Eckbau, 1920, Architekt Reinhold Weisse | Fotos hochladen                |
| Wohnhaus                                                           | Am Klostergarten 3 Lage                                                                                 | 1920                              | Walmdachbau, klassizistische Motive, 1920, Architekt Reinhold Weisse | Fotos hochladen                |
| Wohnhaus                                                           | Am Klostergarten 4 Lage                                                                                 | 1920                              | Einzelwohnhaus mit halbrundem Altan, 1920, Architekt Franz Plaul | weitere Bilder Fotos hochladen |
| Wohnhaus                                                           | Am Klostergarten 5/7 Lage                                                                               | 1920                              | achtachsiges Doppelwohnhaus mit Standerkern, 1920, Architekt Franz Plaul | Fotos hochladen                |
| Wohnhaus                                                           | Am Klostergarten 9/11 Lage                                                                              | 1920                              | achtachsiges Doppelwohnhaus mit Standerkern, 1920, Architekt Franz Plaul | Fotos hochladen                |
| Wohnhaus                                                           | Am Klostergarten 15, Am Rosengarten 23 Lage                                                             | 1920                              | Doppelwohnhaus, Nr. 15 mit eingeschossigen Vorbauten, Nr. 23 mit Eingangsvorbau mit Pultdach, 1920, Architekt Georg Bayer | Fotos hochladen                |
| Kunst- und Gewerbeschule                                           | Am Pulverturm 13 Lage                                                                                   | 1929–33                           | ehemals Kunst- und Gewerbeschule und gewerbliche Berufsschule, heute Universitätsgebäude für den medizinischen Fachbereich; viergeschossige durchfensterte Vierflügelanlage mit Flachdach, der Südflügel sechsgeschossig, 1929–33, Architekt Hermann Graf | Fotos hochladen                |
| Wohnhäuser                                                         | Am Römerlager 25–31 (ungerade Nummern) Lage                                                             | 1924                              | Nr. 25–29 Trakt aus drei Wohnhäusern, Nr. 31 Doppelwohnhaus, zweigeschossige sandsteingeglieder Putzbauten mit dreigeschossigen Mittelachsen und Zwerchhaus, 1924 nach Plänen des städtischen Hochbauamtes | weitere Bilder Fotos hochladen |
| Villa                                                              | Am Rosengarten 1 Lage                                                                                   | 1911                              | repräsentative Villa im Landhausstil, Putzbau mit abgewalmtem Mansarddach, Gartenpavillon, 1911, Architekt Franz Plaul | Fotos hochladen                |
| Villa                                                              | Am Rosengarten 2 Lage                                                                                   | 1910                              | nachklassizistische Villa, Kubus mit Zeltdach, Einfriedung mit zwei Eckpavillons, 1910, Architekt Reinhold Weisse | weitere Bilder Fotos hochladen |
| Villa                                                              | Am Rosengarten 4 Lage                                                                                   | 1912                              | Jugendstil-Villa, kunststeingegliederter kubischer Putzbau, 1912, Architekten Jacob Krug und Georg Finke, Darmstadt | Fotos hochladen                |
| Villa                                                              | Am Rosengarten 5 Lage                                                                                   | 1912                              | Putzbau mit Sandsteinvorbau und Mansardwalmdach, 1912, Architekten Franz Plaul | Fotos hochladen                |
| Altan                                                              | Am Rosengarten, an Nr. 7 Lage                                                                           | 1920                              | Säulenaltan am veränderten Wohnhaus, 1920, Architekt Franz Gill | Fotos hochladen                |
| Wohnhaus                                                           | Am Rosengarten 8 Lage                                                                                   | 1920                              | Wohnhaus für französische Offiziersfamilien; Walmdachbau mit Wintergarten, 1920, Architekten Ludwig Becker und Anton Falkowski | Fotos hochladen                |
| Wohnhaus                                                           | Am Rosengarten 12/14 Lage                                                                               | 1920                              | Doppelwohnhaus für französische Offiziersfamilien; Walmdachbau, barockisierende Portaleinfassung, 1920, Architekten Ludwig Becker und Anton Falkowski | Fotos hochladen                |
| Wohnhaus                                                           | Am Rosengarten 21 Lage                                                                                  | 1920                              | Eckhaus mit Giebelrisalit und Balkon, 1920 von Georg Bayer | Fotos hochladen                |
| Wohnhaus                                                           | Am Rosengarten 27/29 Lage                                                                               | 1920                              | Doppelwohnhaus mit aufwändigen Portaleinfassungen und Säulenaltanen, 1920 von Adam J. Freitag | Fotos hochladen                |
| Wohnhaus                                                           | Am Rosengarten 31, Hechtsheimer Straße 78 Lage                                                          | 1920                              | Doppelwohnhaus mit aufwändigen Portaleinfassungen und Säulenaltanen, 1920 von Adam J. Freitag | weitere Bilder Fotos hochladen |
| Wohnhaus                                                           | Am Stiftswingert 3 Lage                                                                                 | 1920                              | Putzbau, teilweise lisenengegliedert, 1920 von Reinhold Weisse | Fotos hochladen                |
| Schule an den Römersteinen                                         | Am Wildgraben 29 Lage                                                                                   | 1899/1900                         | Schule mit ehemaligem Lehrerwohnhaus; Lehrerwohnhaus mit Kniestock, teilweise Zierfachwerk, 1899/1900 | Fotos hochladen                |
| Wohnhaus                                                           | Am Wildgraben 33 Lage                                                                                   | erste Hälfte des 18. Jahrhunderts | barockes Wohnhaus, teilweise Zierfachwerk, erste Hälfte des 18. Jahrhunderts | Fotos hochladen                |
| Wohnhaus                                                           | An der Favorite 2 Lage                                                                                  | 1922                              | fünfachsiger Walmdachbau mit einschwingender Fassade, 1922 | Fotos hochladen                |
| Katholische Kirche St. Alban                                       | An der Goldgrube 44 Lage                                                                                | 1951/52                           | sechsachsiger Rechtecksaal mit Turm, 1951/52, Architekt Franz Mertes | weitere Bilder Fotos hochladen |
| Villa                                                              | An der Karlsschanze 7 Lage                                                                              | 1911                              | Villa im Landhausstil, Putzbau, teilweise Fachwerk, 1911, Architekt Th. Ferber, Berlin; Garagenanbau in analogen Formen, 1914, Architekten Jacob Krug und Georg Finke, Darmstadt | Fotos hochladen                |
| Villa                                                              | An der Karlsschanze 10 Lage                                                                             | 1911                              | Jugendstil-Villa, Putzbau, teilweise Zierfachwerk (verputzt), 1911, Architekt Jacob Krug, Darmstadt | Fotos hochladen                |
| Villa                                                              | An der Karlsschanze 12 Lage                                                                             | 1908/09                           | kubischer Putzbau mit Mansarddach, 1908/09 von Georg Bayer | Fotos hochladen                |
| Portal                                                             | An der Karlsschanze, an Nr. 16 Lage                                                                     | 1909                              | Hauptportal und Personaleingang, Jugendstil, am nach Kriegseinwirkungen vereinfacht und verändert wiederaufgebauten Wohnhaus, 1909, Architekt Jacob Krug, Darmstadt | Fotos hochladen                |
| Villa                                                              | Auf dem Albansberg 1 Lage                                                                               | 1909                              | kleine Villa im Landhausstil mit Pseudo-Mansarddach, 1909, Architekt Adam J. Freitag, Veranda 1949 | Fotos hochladen                |
| Wohnhaus                                                           | Auf dem Albansberg 2 Lage                                                                               | 1920                              | Wohnhaus für französische Offiziersfamilien, 1920, Architekten Ludwig Becker und Anton Falkowski | Fotos hochladen                |
| Hauszeichen                                                        | Auf dem Albansberg, an Nr. 16 Lage                                                                      | 1707                              | barockes Rotsandsteinrelief, bezeichnet 1707 | Fotos hochladen                |
| Villen Behnke                                                      | Auf der Bastei 1 und 3 Lage                                                                             | 1913/14                           | anspruchsvolle, durch Laufgang verbundene neubarocke Zwillingsvillen, bezeichnet 1913/14, Architekt Paul Kubo, Nr. 3 mit ursprünglichem Mansarddach | Fotos hochladen                |
| Villa Jung                                                         | Auf der Bastei 2 Lage                                                                                   | 1913                              | zweieinhalbgeschossige Villa in strengen Formen, kunststeingegliederter Putzbau mit Portalvorbau, 1913, Architekt Albin Müller, Darmstadt | Fotos hochladen                |
| Kartusche                                                          | Auf der Steig, bei Nr. 2a Lage                                                                          | 1702                              | Kartusche, bezeichnet 1702 | BW                             |
| Wohnhaus                                                           | Auf der Steig 2/4 Lage                                                                                  | 1909                              | unterschiedlich gegliedertes Doppelhaus mit Krüppelwalmdach, 1909, Architekt Paul Kubo | Fotos hochladen                |
| Pavillon                                                           | Auf der Steig, zu Nr. 4 Lage                                                                            | Anfang des 20. Jahrhunderts       | Pavillon mit neubarocker Nischenädikula, Statue des heiligen Alban | Fotos hochladen                |
| Wohnhaus                                                           | Auf der Steig 6/8 Lage                                                                                  | 1909                              | unterschiedlich gegliedertes Doppelhaus mit Krüppelwalmdach, 1909, Architekt Paul Kubo | Fotos hochladen                |
| Wohnhaus                                                           | Auf der Steig 10 Lage                                                                                   | 1909/10                           | villenartiger Zeltdachbau, teilweise Fachwerk, 1909/10, Architekt Paul Kubo | Fotos hochladen                |
| Wohnhaus                                                           | Auf der Steig 12/14 Lage                                                                                | 1909                              | unterschiedlich gegliedertes Doppelhaus mit Krüppelwalm- bzw. Fußwalmdach, 1909, Architekt Paul Kubo | Fotos hochladen                |
| Gedenkstein                                                        | Auf der Steig, bei Nr. 16 Lage                                                                          | 1920er Jahre                      | Gedenkstein für die im Ersten Weltkrieg eingesetzten Schwestern des Alice-Krankenhauses, Kunststeinrelief, 1920er Jahre | weitere Bilder Fotos hochladen |
| Bastion Alexander                                                  | Augustusstraße Lage                                                                                     | um 1660                           | Bastion aus Sand- und Kalksteinblöcken, um 1660; Mauerreste der neupreußischen Polygonalbefestigung, 1876 ff. | Fotos hochladen                |
| Alexanderturm                                                      | Augustusstraße Lage                                                                                     | 1500                              | wahrscheinlich auf römischen Fundamenten, aufgehendes mittelalterliches Bruchsteinmauerwerk, kuppelgewölbtes Untergeschoss mit rundbogigem Eingang aus Rotsandstein, 1500, Turmhelm neu, nördlicher Ansatzpunkt des mittelalterlichen Mauerrings erkennbar | Fotos hochladen                |
| Wohnhaus                                                           | Augustusstraße 1/3, Römerlager 28 Lage                                                                  | 1928                              | Beamtenwohnhaus; zwei im Winkel zusammengestellte Baukörper mit hohem Mansardwalmdach, eingestellter Treppenturm, expressionistische Einzelformen, bezeichnet 1928, Architekt Benz, Hessisches Hochbauamt | Fotos hochladen                |
| Wohnhaus                                                           | Augustusstraße 2 Lage                                                                                   | 1924/25                           | Doppelhaus mit Walmdach, 1924/25 von Fritz Luft | Fotos hochladen                |
| Wohnhaus                                                           | Augustusstraße 4 Lage                                                                                   | 1924/25                           | Doppelhaus mit Walmdach, 1924/25 von Fritz Luft | Fotos hochladen                |
| Katholische Pfarrkirche St. Achatius                               | Backhaushohl 4 Lage                                                                                     | 1809/10                           | Saalbau, 1809/10, Architekt François-Auguste Cheussey; Kreuzigungsgruppe 1908, Kriegerdenkmal 1922, Grabsteine frühes 19. Jahrhundert | weitere Bilder Fotos hochladen |
| Wohnhaus                                                           | Bretzenheimer Straße 6 Lage                                                                             | 19. Jahrhundert                   | breitgelagerter Putzbau, 19. Jahrhundert | Fotos hochladen                |
| Wohn- und Geschäftshaus                                            | Bretzenheimer Straße 25 Lage                                                                            | 18. Jahrhundert                   | barocker Krüppelwalmdachbau, 18. Jahrhundert | Fotos hochladen                |
| Wohnhaus                                                           | Drususstraße 6 Lage                                                                                     | 1866                              | dreigeschossiges Eckhaus, 1866, Architekt wohl Wilhelm Usinger | Fotos hochladen                |
| Wohnhaus                                                           | Drususstraße 12 Lage                                                                                    | 1866                              | anspruchsvolles dreigeschossiges Zeilenwohnhaus, 1866, Architekt wohl Wilhelm Usinger | Fotos hochladen                |
| Wohnhaus                                                           | Drususstraße 16 Lage                                                                                    | 1882                              | dreigeschossiges Zeilenwohnhaus, 1882, Architekt Carl Strebel | Fotos hochladen                |
| Wohnhaus                                                           | Drususwall 48 Lage                                                                                      | 1911                              | villenartiger Putzbau im Landhausstil, 1911, Architekt Jacob Secker | Fotos hochladen                |
| Villa                                                              | Drususwall 52 Lage                                                                                      | 1911                              | Hälfte einer Doppelvilla im Landhausstil, 1911, Architekt Jacob Secker | Fotos hochladen                |
| Wohnhaus                                                           | Germanikusstraße 14/16 Lage                                                                             | 1924/25                           | Doppelhaus mit Walmdach, expressionistische Motive, 1924/25 von Fritz Luft | Fotos hochladen                |
| Wohnhäuser                                                         | Göttelmannstraße 48, 50/52 und 54 Lage                                                                  | 1911/12                           | Walmdachbauten in reichem Landhausstil, 1911/12 von Paul Kubo | weitere Bilder Fotos hochladen |
| Villa                                                              | Hechtsheimer Straße 62 Lage                                                                             | 1911/12                           | Villa in schlichtem Landhausstil, 1911/12, Architekt Franz Plaul | Fotos hochladen                |
| Wohnhäuser                                                         | Hechtsheimer Straße 64–68 und 72–76 (gerade Nummern) Lage                                               | 1920                              | Wohnhausbauten für französische Offiziere; dreiflügelige Anlagen, 1920 von Ludwig Becker und Anton Falkowski | Fotos hochladen                |
| Wohnhaus                                                           | Hechtsheimer Straße 105 Lage                                                                            | 1929                              | dreigeschossiger Flachdachbau im Bauhausstil, 1929, Architekt Christian Musel | Fotos hochladen                |
| Villa                                                              | Hechtsheimer Straße 107 Lage                                                                            | 1929                              | Ziegelbau mit Walmdach, 1929, Architekt Peter Gustav Rühl | Fotos hochladen                |
| Wohnhaus                                                           | Hechtsheimer Straße 109 Lage                                                                            | 1925                              | Beamtenwohnhaus, kubischer Walmdachbau, 1925, Architekt Philipp Luley | Fotos hochladen                |
| Denkmal                                                            | Heinrich-von-Gagern-Straße Lage                                                                         | 1925                              | Denkmal der Siedlungsgemeinschaft des Ketteler-Bauvereins für die Toten des Ersten Weltkriegs, Pfeiler mit Bronzetondo (Reliefbüste des Mainzer Bischofs von Ketteler), Umfassungsmauer und Eisengitter, 1925 | weitere Bilder Fotos hochladen |
| Wohnhaus                                                           | Jägerstraße 24/26 Lage                                                                                  | 1923–25                           | Doppelwohnhaus mit dreigeschossigen Mittelrisaliten, 1923–25 von Ludwig Becker und Anton Falkowski | Fotos hochladen                |
| Kasernengebäude                                                    | Jägerstraße 33/33a/33b/33c Lage                                                                         | um 1910                           | ehemaliges Kasernengebäude; viergeschossige Dreiflügelanlage, Neurenaissance, stattliche Umfriedung, um 1910 | Fotos hochladen                |
| Fort Bingen                                                        | Johann-Joachim-Becher-Weg, bei Nr. 6 Lage                                                               | 1863–66                           | Überreste, bestehend aus einem Abschnitt der Kapitalpoterne und unterer Ebene eines Flankenkasemattenkorps, 1863–66 von Gustav Treumann mit Beteiligung von Frosch und Götze | weitere Bilder Fotos hochladen |
| Instituts- und Hörsaalgebäude der Naturwissenschaftlichen Fakultät | Johann-Joachim-Becher-Weg 21 und 23 Lage                                                                | 1964–69                           | Institutsgebäude der Naturwissenschaftlichen Fakultät (NatFak; Nr. 21) und Naturwissenschaftliches Hörsaalgebäude (Muschel; Nr. 23) der Johannes Gutenberg-Universität; Ensemble aus kubischem Hochhausgebäude mit davor liegendem, schalenförmigem Hörsaalsolitär und gestalteter Grünfläche; 1964–68 bzw. 1967–69, Universitätsbauleitung Mainz unter Lothar Leonards; bauliche Gesamtanlage               | Fotos hochladen                |
| Wohnhaus                                                           | Kartaus 1/3 Lage                                                                                        | 1911/12                           | Doppelhaus mit abgewalmtem Mansarddach, 1911/12, Architekt Paul Kubo | Fotos hochladen                |
| Wohnhaus                                                           | Kartaus 5 Lage                                                                                          | 1911/12                           | linke Hälfte eines Doppelhauses mit abgewalmtem Mansarddach, 1911/12, Architekt Paul Kubo | Fotos hochladen                |
| Wohnhaus                                                           | Kartaus 9/11 Lage                                                                                       | 1911/12                           | Doppelhaus mit abgewalmtem Mansarddach, Risalite mit Giebelmansarddach, 1911/12, Architekt Paul Kubo | Fotos hochladen                |
| Wohnhaus                                                           | Kartaus 13/15 Lage                                                                                      | 1911/12                           | Doppelhaus, Krüppelwalmdachbau mit gleich hohen Querbauten, 1911/12, Architekt Paul Kubo | Fotos hochladen                |
| Haus Zum Fuchs                                                     | Kästrich 1 Lage                                                                                         | 1907/08                           | neubarockes Beamtenwohnhaus, dreigeschossiger Mansarddachbau mit zwei Schauseiten, 1907/08, Architekten Kurt Röhrich und Paul Kubo, unter Verwendung barocker Architekturteile | Fotos hochladen                |
| Wohnhaus                                                           | Kästrich 2, 2a, 2b Lage                                                                                 | 1864                              | Dreifachhaus, viergeschossige Rotziegelbauten, 1864, Architekt Christian Lothary | Fotos hochladen                |
| Scheitelstein                                                      | Kästrich, an Nr. 3 Lage                                                                                 | 1907/08                           | reliefierter Scheitelstein, 1907/08, zur Erinnerung an die Pulverturmexplosion 1857 | Fotos hochladen                |
| Brauerei Schöfferhof-Dreikönigshof                                 | Kästrich 6 Lage                                                                                         | 1889                              | Maschinenhaus der Brauerei Schöfferhof-Dreikönigshof; Klinkerfassade, 1889 | weitere Bilder Fotos hochladen |
| Wohnhaus                                                           | Kästrich 12 Lage                                                                                        | 1868–70                           | ehemaliges St. Vinzenz- und Elisabeth-Hospital; Zweiflügelanlage mit Mittelrisaliten, neugotische Motive, 1868–70, Architekt Josef Wessicken, Erweiterung 1893/94, Architekt Peter Gustav Rühl, und 1899/1900, Architekt Franz Gill | weitere Bilder Fotos hochladen |
| Stadtmauer                                                         | Kästrich, an Nr. 27, 31, 37, 47 Lage                                                                    | 4. Jahrhundert                    | auf römischen Fundamenten aufbauende Teile der mittelalterlichen Stadtmauer | weitere Bilder Fotos hochladen |
| Skulpturennische mit Madonna                                       | Kästrich, an Nr. 37 Lage                                                                                | um 1700                           | Hausmadonna mit Kind, Sandstein, um 1700, in einer Fassadennische | BW                             |
| Römertor                                                           | Kästrich, bei Nr. 61 Lage                                                                               | 360/370                           | Rest eines Stadtmauerstücks mit Tor, in Sockelhöhe erhalten, 360/370 nach Christus | weitere Bilder Fotos hochladen |
| Wohnhaus                                                           | Kupferbergterrasse 14 Lage                                                                              | 1866                              | viergeschossiger Neurenaissancebau, 1866, Architekt Konrad Kraus | Fotos hochladen                |
| Alexanderkaserne                                                   | Kupferbergterrasse 15 Lage                                                                              | 1862/63                           | Rotsandstein-Quadermauerwerksbau mit zinnenbekrönten Risaliten und Ecken, 1862/63, Architekt von Tiedemann | weitere Bilder Fotos hochladen |
| Wohnhaus                                                           | Kupferbergterrasse 16 Lage                                                                              | 1866                              | dreigeschossiger herrschaftlicher Neurenaissancebau mit barocken und klassizistischen Motiven, 1866, Architekt Konrad Kraus, Bildhauerarbeiten wohl von Heinrich oder Valentin Barth; mit Ausstattung | Fotos hochladen                |
| Kellerei                                                           | Kupferbergterrasse 17 Lage                                                                              | 1860                              | langgestreckter dreigeschossiger Massivbau, 1860; rückwärtig Kellerei, sandsteingegliederter Klinkerbau, bezeichnet 1889; im Hof Bacchuskopf; im Zugang zu Nr. 17 barocke Türflügel, daneben gusseiserne Erinnerungstafel | weitere Bilder Fotos hochladen |
| Haus Kupferberg                                                    | Kupferbergterrasse 19 Lage                                                                              | 1856                              | Gründungsbau der Sektkellerei Kupferberg; Putzbau mit achsensymmetrischer Fassade, neugotische Motive, 1856, Architekt wohl Joseph Laske; Kelleranlage; „Traubensaal“ im Jugendstil nach Entwurf des Berliner Architekten Bruno Möhring, ausgeführt für die Weltausstellung Paris 1900, Bogenbinder aus der Berliner Kunstschlosserei Eduard Puls, später durch die Sektkellerei erworben und hier eingebaut | Fotos hochladen                |
| Fort Stahlberg                                                     | Landwehrweg Lage                                                                                        | 1845                              | 1845 angelegt, 1890 verstärkt; Teil des ab 1792 angelegten äußeren Schanzenrings; dreigeschossiger Aussichtsturm mit Treppenturm, Weiß- und Rotsandstein, expressionistische Formen, frühe 1920er Jahre | weitere Bilder Fotos hochladen |
| HNO-Klinik                                                         | Langenbeckstraße, Gebäude 101 Lage                                                                      | 1953                              | Vorhalle und Hörsaal der HNO-Klinik, 1953 und 1956 vom Universitätsbauamt, Betonbau auf ummantelten Stahlstützen auf einem Grundriss aus Kreissegment und Dreieck; Mosaik, bezeichnet 1956, von A. Santner | weitere Bilder Fotos hochladen |
| Verwaltungsgebäude                                                 | Martinsstraße 9/11 Lage                                                                                 | Ende des 19. Jahrhunderts         | Verwaltungsbau der ehemaligen Brauerei Schöfferhof-Dreikönigshof, Klinkerfassade | Fotos hochladen                |
| Wohnhaus                                                           | Mathildenstraße 8 Lage                                                                                  | 1863                              | dreigeschossiges Zeilenwohnhaus, Rundbogenstil, 1863, Architekt Paul Martel; mit Ausstattung | Fotos hochladen                |
| Wohnhaus                                                           | Mathildenstraße 9 Lage                                                                                  | 1865                              | viergeschossiges Zeilenwohnhaus, Ziegelbau, Erdgeschoss hausteinverkleidet, 1865, Architekt Paul Martel | Fotos hochladen                |
| Wohnhaus                                                           | Mathildenstraße 11 Lage                                                                                 | 1865                              | viergeschossiges Zeilenwohnhaus, Ziegelbau, Erdgeschoss hausteinverkleidet, 1865, Architekt Paul Martel | Fotos hochladen                |
| Wohnhäuser                                                         | Neumannstraße 19/21/23 Lage                                                                             | 1923–25                           | drei Zweispänner mit gebogener Fassade, Giebelrisalite, ausgebautes Mansarddach, 1923–25 von Ludwig Becker und Anton Falkowski | Fotos hochladen                |
| Wohnhaus                                                           | Ritterstraße 12 Lage                                                                                    | 1922                              | neuklassizistischer Walmdachbau mit übergiebeltem Mittelrisalit, 1922 von Friedrich Schütz | Fotos hochladen                |
| Wohnhaus                                                           | Ritterstraße 14 Lage                                                                                    | 1922                              | Doppelhaus, neuklassizistischer Walmdachbau mit übergiebeltem Mittelrisalit mit Attikazone, 1922 von Friedrich Schütz | Fotos hochladen                |
| Villa                                                              | Römerwall 51 Lage                                                                                       | 1913                              | kubische Walmdach-Villa, heute Hotel; Jugendstil, 1913, Architekten Jacob Krug und Georg Finke | Fotos hochladen                |
| Wohnhaus                                                           | Römerwall 57 Lage                                                                                       | 1926                              | villenartiger historisierender Krüppelwalmdachbau, bezeichnet 1926, Architekt Franz Beck | Fotos hochladen                |
| Wohnhaus                                                           | Römerwall 59 Lage                                                                                       | 1926                              | villenartiger Mansardwalmdachbau, bezeichnet 1926, Architekt Franz Beck | Fotos hochladen                |
| Wappenstein                                                        | Salvatorstraße ohne Nummer Lage                                                                         | 17. oder 18. Jahrhundert          | kurfürstlicher Wappenstein, 17. oder 18. Jahrhundert; Spolie, angebracht an einem Aussichtsturm | BW                             |
| Katholische Heilig-Kreuz-Kirche                                    | Schlesische Straße 23 Lage                                                                              | 1953/54                           | Zentralbau, Stahlbeton-Konstruktion mit kupfergedeckter Flachkuppel auf drei abgestuften Glasringen, trapezförmiger Vorplatz, 1953/54, Architekten Richard Jörg und Bernhard Schmitz | weitere Bilder Fotos hochladen |
| Zentralmensa                                                       | Staudingerweg 15 Lage                                                                                   | 1980–85                           | Zentralmensa der Johannes Gutenberg-Universität; in das umgebende Grün eingebetteter Baukörper mit künstlerisch gestalteter Dachlandschaft und zeittypischer Ausstattung; 1980–85, Entwurf: Hans Auras, München; Bauleitung: Richard König, Mainz | weitere Bilder Fotos hochladen |
| Treppenanlage                                                      | Terrassenstraße Lage                                                                                    | 1857                              | Treppenanlage und Futtermauer, monumentale vierläufige Rotsandsteinquader-Anlage, rechter Arm 1857, linker Arm 1862 | Fotos hochladen                |
| Wohnhaus                                                           | Thomannstraße 6/8 Lage                                                                                  | 1926                              | Doppelwohnhaus mit Walmdach, bezeichnet 1926, Architekt Luley | Fotos hochladen                |
| Wohnhaus                                                           | Trajanstraße 1 Lage                                                                                     | 1924/25                           | Eckbau der städtischen Wohnsiedlung, in stumpfem Winkel gebogener Baukörper mit polygonalem Turm, 1924/25 von Fritz Luft | Fotos hochladen                |
| Wohnsiedlung                                                       | Trajanstraße 3–9 (ungerade Nummern) Lage                                                                | 1924/25                           | Teil der städtischen Wohnsiedlung mit schlossartig angelegter straßenseitiger Blockfassade, 1924/25 von Fritz Luft | weitere Bilder Fotos hochladen |
| Wohnhaus                                                           | Trajanstraße 11 Lage                                                                                    | 1924/25                           | Eckbau der städtischen Wohnsiedlung, in stumpfem Winkel gebogener Baukörper mit polygonalem Turm, 1924/25 von Fritz Luft | Fotos hochladen                |
| Gewürzmühle Moguntia-Werke                                         | Untere Zahlbacher Straße 54–58 Lage                                                                     | 1952                              | Mahlturm der Gewürzmühle Moguntia-Werke, in Neubaukomplex integriert; von der ab 1926 sukzessive errichteten Mühle einzig erhalten der sechsgeschossige Mühlturm mit fünfteiligem, über mehrere Geschosse laufendem Fenster und darüberliegenden schmalen Rechteckfenstern, 1952 | Fotos hochladen                |
| Portal                                                             | Weisenauer Straße, an Nr. 3 Lage                                                                        | erste Hälfte des 18. Jahrhunderts | Hofportal, spätbarock, erste Hälfte des 18. Jahrhunderts | Fotos hochladen                |
| Wohnhaus                                                           | Welschplatz 3 Lage                                                                                      | 1925                              | Walmdachbau, Ecktürme mit Pyramidendach, Heimatstil- und expressionistische Formen, 1925, Architekt Ludwig Mertes, Mainz | Fotos hochladen                |
| Treppengeländer und Türblätter                                     | Wilhelmiterstraße, in Nr. 2 Lage                                                                        | 18. Jahrhundert                   | reiches Treppengeländer und zwei geschnitzte Türblätter des Rokoko, 18. Jahrhundert, aus der Mainzer Altstadt | Fotos hochladen                |
| Evangelische Lutherkirche                                          | Wilhelmiterstraße 17 Lage                                                                               | 1948/49                           | Bruchstein-Saalbau mit eingeschossigen Pultdach-An- und Vorbauten („Notkirche“), über Resten des römischen Theaters, 1948/49, Architekt Otto Bartning, Neckarsteinach; vorgelagerte Treppenanlage, gärtnerisch angelegtes Umfeld; bauliche Gesamtanlage | weitere Bilder Fotos hochladen |
| Ehrenmal                                                           | Windmühlenstraße Lage                                                                                   | 1931                              | Ehrenmal für das Nassauische Infanterie-Regiment Nr. 87, Rechteckpfeiler mit Reliefs und Inschriften, Kunststein, 1931, Architekt Reinhold Schreiner, Bildhauer Dienstdorf | weitere Bilder Fotos hochladen |
| Brunnenstube                                                       | Zahlbacher Steig, Bretzenheimer Straße Lage                                                             | 1860                              | Brunnenstube und Brunnentrog, Rotsandstein, 1860 | weitere Bilder Fotos hochladen |
| Drususdenkmal                                                      | Zitadelle, zu Nr. 1 Lage                                                                                | nach 9 vor Christus               | auch Eigel- oder Eichelstein; Kern eines römischen Bauwerks; Gussmauerwerk, ursprünglich mit Steinummantelung versehen, Eingang und Treppenaufgang im Inneren von späterer Nutzung als Wachturm | weitere Bilder Fotos hochladen |